# زي أفلام
زي أفلام (بالإنجليزية: Zee Aflam) (بالهندية: ज़ी अफ़लाम) هي قناة تلفزيونية فضائية هندية تابعة لشركة زي للمشاريع الترفيهية ومقرها في دبي، الإمارات العربية المتحدة، وهي قناة فضائية مخصصة لبث أفلام بوليوود في العالم العربي حيث تعرض القناة الأفلام والبرامج الهندية مترجمة وهي دائما ما تبث أفلام مدبلجة الأفلام التركية مدبلجة باللغة العربية المسلسلات الهندية المدبلجة باللغة العربية وتبث على مدار الساعة طبقاً متنوعاً من أفلام بوليوود بما فيها الرومانسية والكوميديا والحركة والدراما بدءاً من أحدث الأفلام إلى الكلاسيكيات الخالدة. تعدّ القناة واحدة من القنوات الأكثر شهرة في الشرق الأوسط والسعودية.

الشعار القديم لقناة زي أفلام

## المنافسة
ظهرت مؤخرا العديد من القنوات المتخصصة في عرض الأفلام الهندية، والأكثر القنوات منافسة لزي أفلام هي إم بي سي بوليوود التي جلبت معها برامج قوية، وهذا ما يجعل زي أفلام تقوم بجهد اضافي لإسعاد متابعيها، وجلب كل الأفلام الحديثة والجديدة، وايضا يحتوي مدار نايل سات على قنوات منافسة في نفس المجال

## الأفلام الهندية
- دهامال
- دابل دهامال
- تا را رم بم
- كولي
- آخري راستا
- دووم
- دووم 2
- دووم 3
- هابي نيو يير
- جودا أكبر
- ساند كي أنك
- أنشاي
- ميترون
- كوكتيل
- شوب مانجال سافدهان
- كيلادي 786
- تونبور كا سوبرهيرو
- مستر إنديا
- را.وان
- آج كا أرجون
- إنسان
- نو بروبليم
- شاميتاب
- هالف غيرلفريند
- دريم غيرل
- فيكي دونر
- 36 شاينا تاون
- مونا مايكل
- ABCD: أني بودي كان دانس
- ABCD 2: أني بودي كان دانس 2
- ستريت دانسر 3D
- إنسانيات
- سوريافانشي
- هاوسفول
- هاوسفول 2
- هاوسفول 3
- هاوسفول 4
- باغي
- باغي 2
- باغي 3
- دابانغ
- دابانغ 2
- دابانغ 3
- كوماندو
- كوماندو 2
- كوماندو 3
- ترابد
- ساتياميفا جاياتي
- ساتياميفا جاياتي 2
- شولاي
- بلايرز
- إيك تا تايغر
- 99 سونغز
- رستم
- سيمبا
- تيري نام
- فيير
- تانو ويدس مانو
- تانو ويدس مانو ريتورنز
- ميلي

## الأفلام التركية
- أنت وحدك
- التفاح الحامض
- غرباء على الطريق
- تجار لكن ظرفاء
- منزل الآلام
- أحلام زيليها (جزئان)
- مدرسة الرقص
- مدرسة التمثيل
- مدرسة الشجاعة
- أرض الأحلام
- أمور عائلية
- بقايا إنسان (الجزء الثاني فقط)
- النهاية ... سعيدة
- الهروب
- ألم الماضي
- قبلة الحياة
- من غير لف ودوران
- قانون اللعبة
- حكايات العشاق
- غدًا يوم أفضل
- لهيب الإنتقام
- الكاتب العاشق
- أختي لا مفر
- آباء بالصدفة
- لنأمل ذلك
- حتى أنفاسي الأخيرة - آخر نفس
- الرسالة الأخيرة
- رسالة من الجنة
- المحقق
- المنتقم
- موسم الصيد
- تصادم في الحب (جزئان)
- معطف أبي
- ما بين الحب والوحدة
- شريط الذكريات
- ليلة في بودروم
- من إسطنبول إلى مومباي
- بطل حكايتي
- السمكة
- لغة الحب
- الوصية
- الكاتب
- شغب الموسيقي
- 120
- معجزة الحب
- أريد أن أتزوجها
- القبضاي
- وجوه العدالة
- الحب وجنونه
- حميدو وأركان
- الزواج المثالي
- صُدف الحب
- الهاكر الصغير
- 8 ثواني
- سر المنتزه الخفي
- الولد الشقي
- الحب الأبدي
- زمن السعادة
- الطرف الآخر
- جاليبولي 1915
- أ هذا هو الحب؟
- يوميات خبير الكفتة
- دائمًا في قلبي
- إسطنبول الحمراء
- سكن مؤقت
- الصهر الوسيم
- حب الربيع
- لون المطر
- ولدي
- رياح
- أمانة
- أخي العزيز (جزئان)
- علي
- العشق الصامت
- معجزة في الزنزانة رقم 7
- زوج أمي
- اقتلني يا حبيبي
- قاعة الزفاف

## انظر أيضّاً
- زي ألوان
- زي تي في
- إم بي سي بوليوود
- بي فور يو أفلام

## وصلات خارجية
- الموقع الرسمي